# Rio Calabouço
O rio Calabouço é um rio brasileiro que serve como divisa entre os estados da Paraíba e do Rio Grande do Norte. Nasce a leste da serra da Araruna e percorre um trecho de 25 km, na direção nordeste–sul, até desaguar no rio Curimataú, entre os municípios de Passa e Fica e Nova Cruz.
Seus principais afluentes são riachos intermitentes, dentre os principais destacam-se o riacho Salgado e o do Limão, na margem direita, e o riacho da Cruz e o açude Calabouço, na esquerda, além das lagoas do Gravatá, Comprida e da Carnaúba.